# Le Méridien

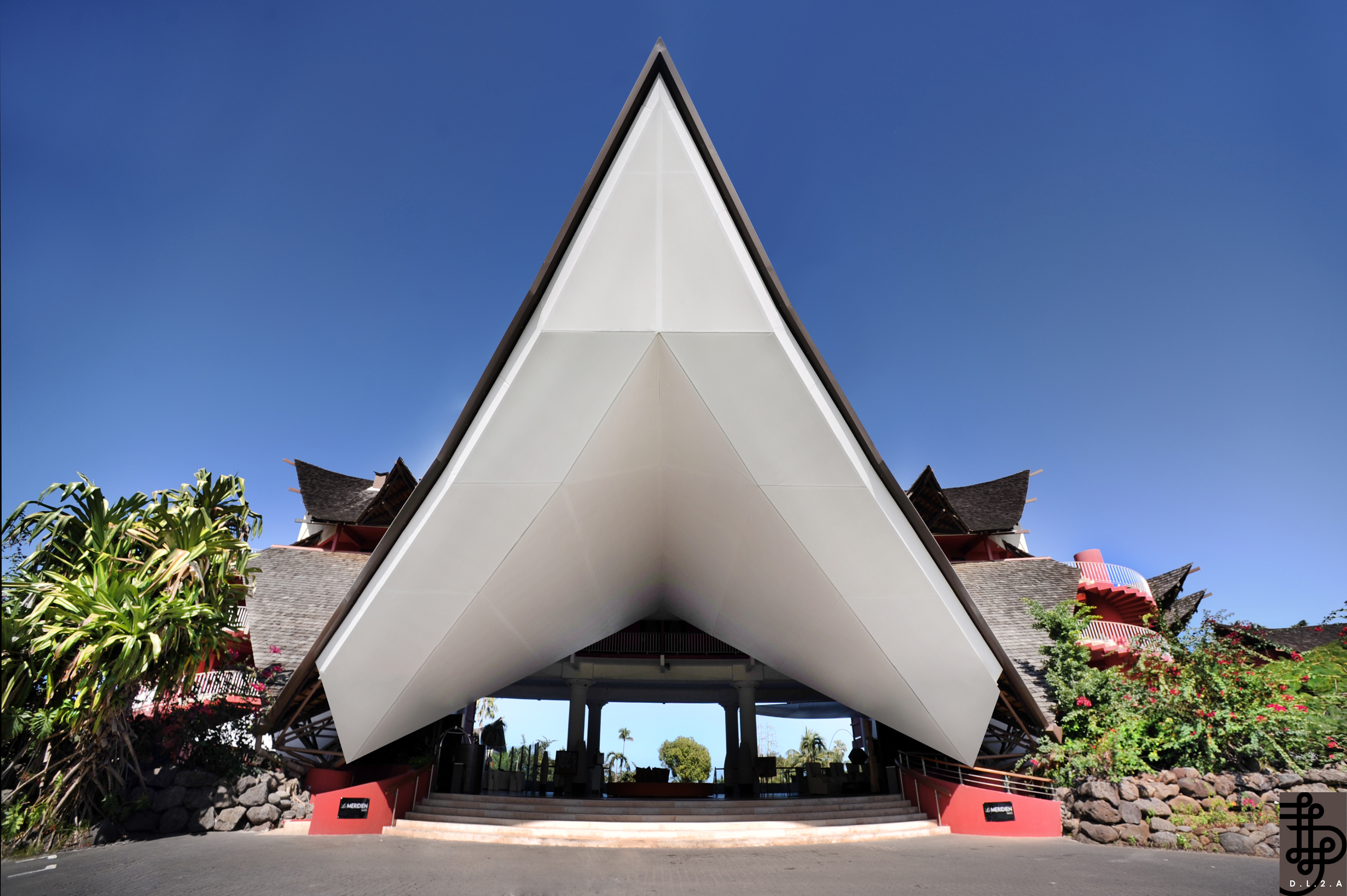
Hotel Le Méridien Bora Bora na wyspie Bora-Bora

Le Méridien – amerykańska sieć hotelowa wchodząca w skład grupy Marriott International. Założona w 1972 przez francuskie linie lotnicze Air France. Sieć posiada 110 działających hoteli, w których jest dostępnych 29 284 pokoi (31 grudnia 2021). 

## Historia
Air France w 1972 zakłada sieć hoteli Le Méridien. Hotele sieci oferowały zakwaterowanie dla załóg lotniczych Air France w głównych miastach przesiadkowych, a linia lotnicza promowała sieć i obsługiwała dla niej rezerwacje. Pierwszym obiektem należącym do sieci był hotel z 1 000 pokojami w sercu Paryża, Hotel Meridien Paris, dziś znany jako Le Méridien Étoile. Sieć rozrosła się do dziesięciu hoteli w Europie i Afryce w ciągu dwóch lat i miała 21 hoteli na całym świecie w ciągu sześciu lat.
W 1994 w ramach cięcia kosztów, Air France sprzedał swój pakiet kontrolny tj. 57,3% udziałów, brytyjskiej firmie hotelarskiej Forte Group za 207 mln USD. Wówczas sieć liczyła 58 obiektów. Sprzedaż ta nastąpiła po 18-miesięcznej walce o kontrolę nad firmą między Forte, niemieckim Kempinski i francuską firmą hotelarską Accor. Francuski rząd faworyzował ofertę Accor, chcąc zachować firmę we francuskiej własności, podczas gdy Komisja Europejska faworyzowała Forte zamiast Accor i wywierała presję na Air France, aby sprzedała Forte w zamian za istotne 20 bln franków dla linii lotniczej. Jednocześnie Forte ogłosiło zamiar odkupienia pozostałych udziałów mniejszościowych w sieci hotelowej od banków Crédit Foncier de France, Crédit Lyonnais i innych akcjonariuszy.
Brytyjski konglomerat Granada plc wygrał bitwę o wrogie przejęcie Forte w styczniu 1996. Granada przekonała swoich akcjonariuszy większościowych, ale Rocco Forte, syn założyciela firmy, obawiał się, że Granada pozbawi firmę jej aktywów. Granada przejęła kontrolę nad Forte za 5,9 bln USD. Wkrótce potem, w maju 1996, Granada ogłosiła zamiar sprzedaży 18 luksusowych hoteli sieci Forte Group, ale zachowania 85 hoteli sieci Le Méridien. Fuzja Forte z firmą cateringową Compass Group w 2000 spowodowała przekazanie trzech marek hoteli Forte (Le Méridien, Heritage Hotels i Posthouse Forte) do Compass Group.
W maju 2001 japońska firma Nomura Holdings przejęła sieć od Compass Group za 1,9 bln funtów, a Le Méridien została połączona z brytyjską firmą hotelarską Principal Hotel Company. W grudniu 2003 amerykański Lehman Brothers nabył dług Le Méridien. Następnie 24 listopada 2005 sieć staje się własnością Starwood Hotels and Resorts Worldwide</ref>. W ciągu następnych pięciu lat sprzedano 45 ze 130 nieruchomości, a do sieci dodano 20 nowych. We wrześniu 2016 roku Marriott International kupuje sieć w ramach przejęcia Starwood.

## Hotele
Do sieci należy 117 hoteli na całym świecie, w tym 15 hoteli w Europie. W Polsce hotele Le Méridien nie występują (16 luty 2023)<ref>Hotele>/ref>.

### Afryka
- Algieria

- Le Méridien Oran Hotel & Convention Centre

- Egipt

| * Le Méridien Cairo Airport | * Le Méridien Dahab Resort | * Le Méridien Pyramids Hotel & Spa |

- Maroko

- Le Méridien N'Fis

- Mauritius

- Le Méridien Ile Maurice

### Ameryka Północna
- Stany Zjednoczone

- Floryda

| * Le Méridien Dania Beach at Fort Lauderdale Airport | * Le Méridien Tampa, The Courthouse |

- Georgia

- Le Méridien Atlanta Perimeter

- Illinois

| * Le Méridien Chicago - Oakbrook Center | * Le Méridien Essex Chicago |

- Indiana

- Le Méridien Indianapolis

- Kalifornia

| * Le Méridien Delfina Santa Monica | * Le Méridien Pasadena Arcadia | * Le Méridien San Francisco |

- Karolina Północna

- Le Méridien Charlotte

- Kolorado

- Le Méridien Denver Downtown

- Luizjana

- Le Méridien New Orleans

- Massachusetts

- Le Méridien Boston Cambridge

- Missouri

| * Le Méridien St. Louis Clayton | * Le Méridien St. Louis Downtown |

- Nowy Jork

| * Le Méridien New York, Central Park | * Le Méridien New York, Fifth Avenue |

- Ohio

- Le Méridien Columbus, The Joseph

- Pensylwania

- Le Méridien Philadelphia

- Teksas

| * Le Méridien Dallas by the Galleria | * Le Méridien Dallas, The Stoneleigh | * Le Méridien Houston Downtown |

- Utah

- Le Méridien Salt Lake City Downtown

- Wirginia

- Le Méridien Arlington

### Ameryka Środkowa & Karaiby
- Meksyk

- Le Méridien Mexico City

- Panama

- Le Méridien Panama

### Australia & Oceania
- Australia

- Le Méridien Melbourne

- Nowa Kaledonia

| * Le Méridien Ile des Pins | * Le Méridien Noumea Resort & Spa |

- Polinezja Francuska

- Le Méridien Bora Bora

### Azja
- Bangladesz

- Le Méridien Dhaka

- Bhutan

| * Le Méridien Paro, Riverfront | * Le Méridien Thimphu |

- Chiny

| * Le Méridien Chongqing, Nan'an    | * Le Méridien Hualien Resort            | * Le Méridien Shenyang, Heping              | * Le Méridien Taipei        | * Le Méridien Yixing    |
| * Le Méridien Emei Mountain Resort | * Le Méridien Qingdao                   | * Le Méridien Shimei Bay Beach Resort & Spa | * Le Méridien Xiamen        | * Le Méridien Zhengzhou |
| * Le Méridien Hangzhou, Binjiang   | * Le Méridien Qingdao West Coast Resort | * Le Méridien Suzhou, Suzhou Bay            | * Le Méridien Xi'an, Chanba | * Le Méridien Zhongshan |
| * Le Méridien Hong Kong, Cyberport | * Le Méridien Shanghai, Minhang         | * Le Méridien Taichung                      | * Le Méridien Xiaojing Bay  |                         |

- Gruzja

- Le Méridien Batumi

- Indie

| * Le Méridien Amritsar           | * Le Meridien Hyderabad                  | * Le Méridien Nagpur        |
| * Le Méridien Coimbatore         | * Le Méridien Jaipur Resort & Spa        | * Le Méridien New Delhi     |
| * Le Méridien Goa, Calangute     | * Le Méridien Kochi                      | * Le Royal Méridien Chennai |
| * Le Méridien Gurgaon, Delhi NCR | * Le Méridien Mahabaleshwar Resort & Spa |                             |

- Indonezja

| * Le Méridien Bali Jimbaran | * Le Méridien Jakarta |

- Korea Południowa

- Le Méridien Seoul, Myeongdong

- Malediwy

- Le Méridien Maldives Resort & Spa

- Malezja

| * Le Méridien Kota Kinabalu | * Le Méridien Kuala Lumpur | * Le Méridien Petaling Jaya | * Le Méridien Putrajaya |

- Tajlandia

| * Le Méridien Bangkok                     | * Le Méridien Khao Lak Resort & Spa                   |
| * Le Méridien Chiang Mai                  | * Le Méridien Phuket Beach Resort                     |
| * Le Méridien Chiang Rai Resort, Thailand | * Le Méridien Suvarnabhumi, Bangkok Golf Resort & Spa |

- Wietnam

- Le Méridien Saigon

### Bliski Wschód
- Arabia Saudyjska

| * Le Méridien Al Hada   | * Le Méridien Medina        |
| * Le Méridien Al Khobar | * Le Méridien Riyadh        |
| * Le Méridien Jeddah    | * Le Méridien Towers Makkah |
| * Le Méridien Makkah    |                             |

- Bahrajn

- Le Méridien City Centre Bahrain

- Katar

| * Le Méridien City Center, Doha | * Le Royal Méridien Doha |

- Zjednoczone Emiraty Arabskie

| * Le Méridien Abu Dhabi                       | * Le Méridien Mina Seyahi Beach Resort & Waterpark |
| * Le Méridien Al Aqah Beach Resort            | * Le Royal Méridien Abu Dhabi                      |
| * Le Méridien Dubai Hotel & Conference Centre | * Le Royal Méridien Beach Resort & Spa             |
| * Le Méridien Fairway                         |                                                    |

### Europa
- Austria: Wiedeń Le Méridien Vienna
- Chorwacja: Split Le Méridien Lav, Split
- Francja:

- Nicea Le Méridien Nice
- Paryż Le Méridien Etoile

- Hiszpania:

- Barcelona Le Méridien Barcelona
- El Vendrell Le Méridien Ra Beach Hotel & Spa

- Monako: Monte Carlo Le Méridien Beach Plaza
- Niemcy:

- Frankfurt nad Menem Le Méridien Frankfurt
- Hamburg Le Méridien Hamburg
- Monachium Le Méridien Munich
- Norymberga Le Méridien Grand Hotel Nuremberg
- Stuttgart Le Méridien Stuttgart

- Turcja:

- Bodrum Le Méridien Bodrum Beach Resort
- Stambuł Le Méridien Istanbul Etiler

- Włochy: Rzym Le Méridien Visconti Rome